# Oldo Hlaváček
Oldo Hlaváček (ur. 26 stycznia 1934 w Bratysławie, zm. 17 sierpnia 2025 tamże) – słowacki aktor i prezenter telewizyjny.
Studiował aktorstwo w Wyższej Szkole Sztuk Scenicznych w Bratysławie. W latach 1958–1961 grał w Preszowie w Teatrze im. Jonáša Záborskiego. Po roku występowania w Teatrze Horizont związał się ze Słowackim Teatrem Narodowym. Ukończył studia aktorskie i wcielał się przede wszystkim w postacie komediowe (Sluha dvoch pánov, Dobrodružstvo pri obžinkoch, Ženský zákon, Pokus o lietanie, Na skle maľované, Krčma pod zeleným stromom, Bratia Karamazovovci, Chrobák v hlave, Tak sa na mňa prilepila).
Na scenie Słowackiego Teatru Narodowego stworzył setki postaci. Znany jest także jako prezenter telewizyjny i radiowy.
Zmarł 17 sierpnia 2025 roku w wieku 91 lat w Bratysławie.